# Гексахлороиридат(III) натрия
Гексахлороиридат(III) натрия — неорганическое вещество, комплексное соединение металла иридия с формулой Na3[IrCl6], тёмно-зелёные кристаллы, хорошо растворимые в воде, образует кристаллогидраты зеленого цвета.

## Получение
- Реакция между концентрированными растворами хлорида иридия(III) и хлорида натрия:

{\displaystyle {\mathsf {IrCl_{3}+3NaCl\ {\xrightarrow {}}\ Na_{3}[IrCl_{6}]}}}
- Реакции восстановления гексахлориридата(IV) натрия Na2[IrCl6] под действием  нитрита натрия[1], оксалата натрия[2][3], а также других восстановителей, таких как сероводород и соли железа(II)[4].

## Физические свойства
Гексахлороиридат(III) натрия образует тёмно-зелёные кристаллы.
Хорошо растворяется в воде.
Образует кристаллогидрат Na3[IrCl6]•12H2O, который при  стоянии над серной кислотой теряет 10 молекул воды с образованием Na3[IrCl6]•2H2O. Удаление оставшейся воды достигается нагреванием при 100 °C. 

## Химические свойства
- Разлагается при нагревании:

{\displaystyle {\mathsf {2Na_{3}[IrCl_{6}]\ {\xrightarrow {800-1000^{o}C}}\ 2Ir+6NaCl+3Cl_{2}}}}
- Безводную соль получают сушкой кристаллогидрата в вакууме:

{\displaystyle {\mathsf {Na_{3}[IrCl_{6}]\cdot 12H_{2}O\ {\xrightarrow {50^{o}C,vacuum}}\ Na_{3}[IrCl_{6}]+12H_{2}O}}}
- Реагирует с кислотами:

{\displaystyle {\mathsf {3Na_{3}[IrCl_{6}]+6H_{2}SO_{4}\ {\xrightarrow {}}\ Ir_{2}(SO_{4})_{3}+3Na_{2}SO_{4}+12HCl\uparrow }}}
- Окисляется горячей азотной кислотой:

{\displaystyle {\mathsf {Na_{3}[IrCl_{6}]+4HNO_{3}+H_{2}O\ {\xrightarrow {100^{o}C}}\ IrO_{2}\downarrow +NO_{2}+3NaNO_{3}+6HCl\uparrow }}}
- Реагирует с щелочами в инертной атмосфере:

{\displaystyle {\mathsf {2Na_{3}[IrCl_{6}]+6NaOH\ {\xrightarrow {CO_{2}}}\ Ir_{2}O_{3}\downarrow +12NaCl+3H_{2}O}}}
- В щелочной среде окисляется кислородом:

{\displaystyle {\mathsf {4Na_{3}[IrCl_{6}]+O_{2}+12NaOH\ {\xrightarrow {CO_{2}}}\ 4IrO_{2}\downarrow +24NaCl+6H_{2}O}}}
- Восстанавливается водородом:

{\displaystyle {\mathsf {2Na_{3}[IrCl_{6}]+3H_{2}\ {\xrightarrow {400-450^{o}C}}\ 2Ir+6NaCl+6HCl}}}
- Реагируют с хлором:

{\displaystyle {\mathsf {2Na_{3}[IrCl_{6}]+Cl_{2}\ {\xrightarrow {400-500^{o}C}}\ 2Na_{2}[IrCl_{6}]+2NaCl}}}
- Вступает в обменные реакции с солями других щелочных металлов:

{\displaystyle {\mathsf {Na_{3}[IrCl_{6}]+3KCl\ {\xrightarrow {10^{o}C}}\ K_{3}[IrCl_{6}]\downarrow +3NaCl}}}